# Corps Palatia-Guestphalia
Das Corps Palatia-Guestphalia ist ein Corps im Freiburger Senioren-Convent. „PG“ entstand 1952 durch den Zusammenschluss des Straßburger Corps Palatia mit dem Jenaer Corps Guestphalia. Als Corps im Kösener SC-Verband stehen die Pfälzer-Westfalen zu Mensur und Couleur.

## Couleur

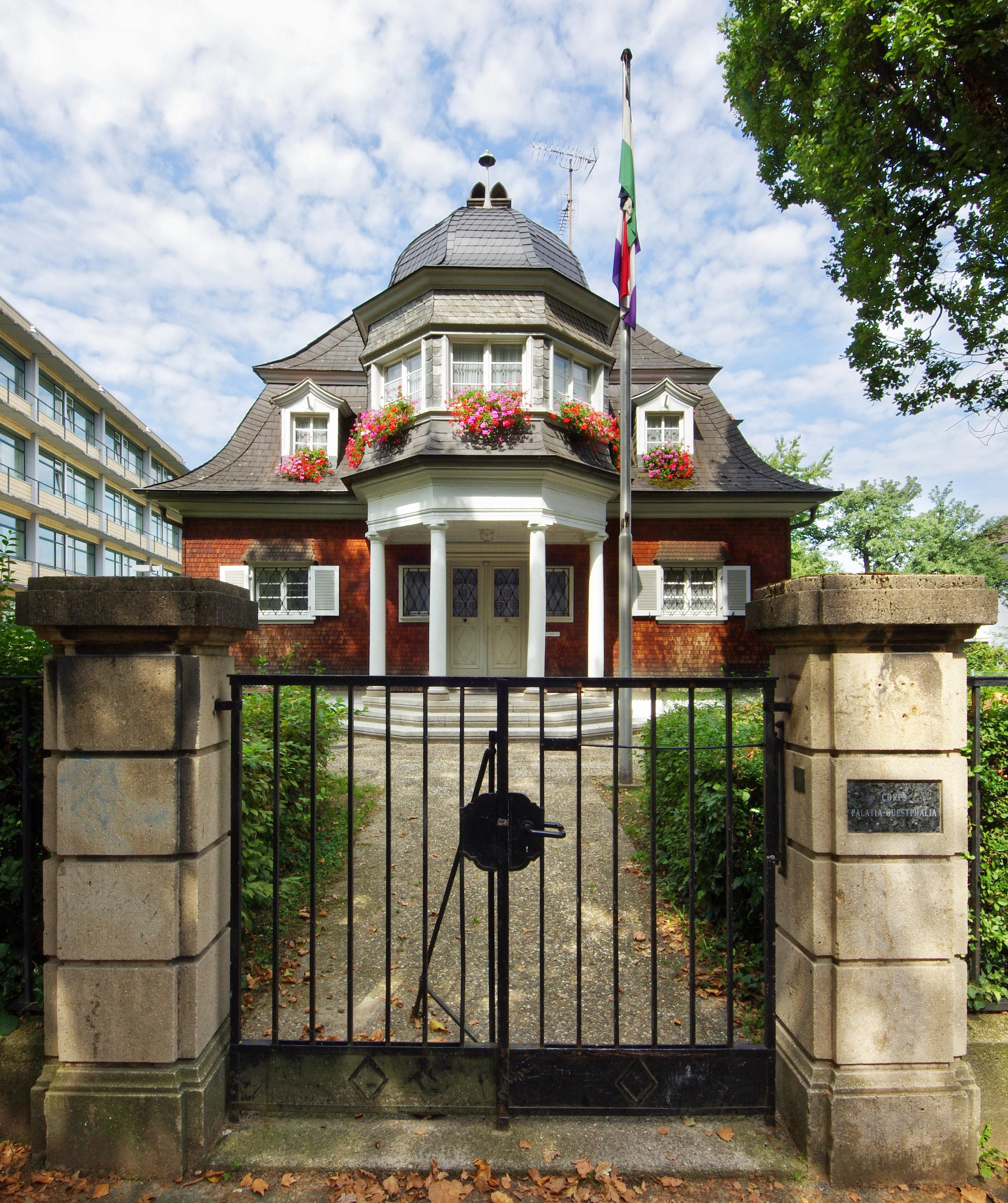
Palatia-Guestphalias Corpshaus

Als drittes Corps neben Palaiomarchia-Masovia Kiel und dem Münchener WSC-Corps Normannia-Vandalia verleiht Palatia-Guestphalia ein Doppelband, nämlich die mit einer silbernen Spange verbundenen Bänder der beiden Muttercorps (s. u.). Palatias Farben sind rot-weiß-violett (Farben gelesen von oben) mit silberner Perkussion, Guestphalias grün-weiß-schwarz (Farben gelesen von unten) mit silberner Perkussion. Das Westfalenband wird über dem Pfälzerband getragen. Die Grundfarbe ist grün. Die Chargierten tragen bei offiziellen Anlässen den weißen Stürmer der Straßburger Pfälzer. Es werden beide Wappen der Muttercorps als Doppelwappen geführt.

## Geschichte
Palatia war nach dem Ersten Weltkrieg aus Frankreich ausgewiesen worden. Guestphalia konnte nach dem Zweiten Weltkrieg nicht in die Sowjetische Besatzungszone (die spätere Deutsche Demokratische Republik) zurückkehren. In der Nachkriegszeit brachten Jakob Georg Zahn, Arthur Berger und Max Wassermeyer die völlig verschiedenen Corps zusammen. Zahn war seit 1906 Jenenser Westfale und Hannoveraner. Berger war Isare (1895), Ehrenmitglied der Prager Franken (1922) und EM der Pfälzer. Wassermeyer war Marburger Teutone (1897) und EM der Pfälzer (1898). Unter Suspension von Palatia fusionierten die beiden vertriebenen Corps am 5. Mai 1952. Damit ist „PG“ eines der jüngsten Corps im Kösener SC-Verband.

### Guestphalia Jena

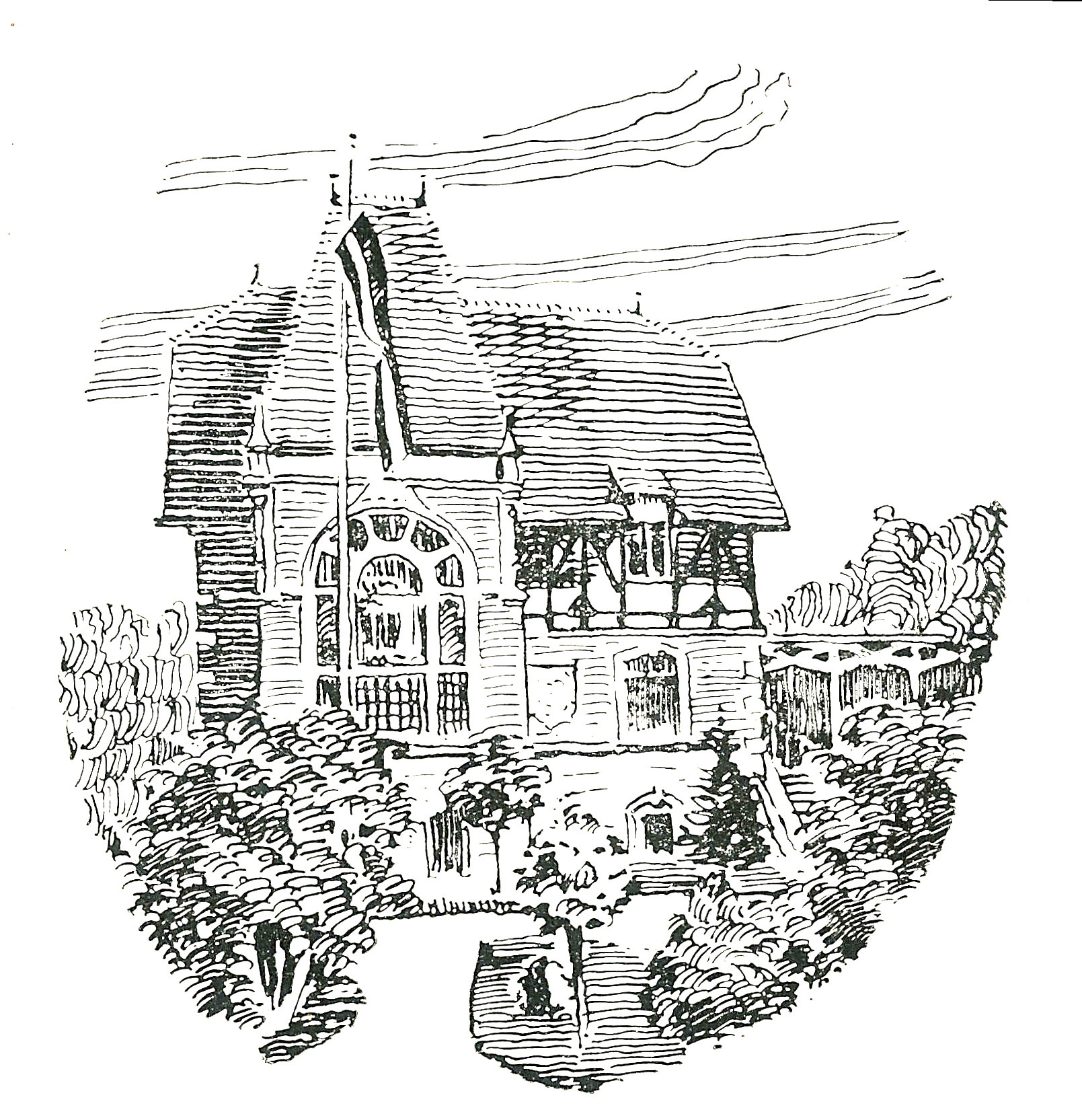
Früheres Haus des Corps Guestphalia in Jena, Wagnergasse 26a

Das am 10. März 1841 gestiftete Corps Guestphalia Jena gehörte zu den traditionsreichsten deutschen Studentenverbindungen und ist vor der Auflösung durch die Nationalsozialisten in Jena insbesondere durch seine rege Fechttätigkeit bekannt geworden. Ein Mitglied dieses Corps, der Paukarzt Friedrich Immisch verringerte zudem die Gefahren des Mensurfechtens erheblich, indem er Ende der 1850er Jahre eine eiserne Paukbrille entwickelte und einführte, die seitdem bei Mensuren allgemein getragen wird. Dem Corps Masovia bot Guestphalia im Juni 1898 einen Verhältnisvertrag an. Kurt Pilz war aus Königsberg nach Jena gekommen und Westfale geworden. Wie schon dreimal bei Masovia war er auch bei Guestphalia ein ausgezeichneter Consenior. Der Verkehrsgast John Hasford wurde 1906 Corpsschleifenträger. Insgesamt hatten Guestphalia und Masovia 13 gemeinsame Corpsbrüder. Das Verhältnis wurde 1921 zum Kartell aufgewertet. In Guestphalias  Tradition unterhält Palatia-Guestphalia mit dem Corps Hannovera Göttingen seit 1848 eines der ältesten Kartelle. Es entstand nach der Einladung der Hannoveraner zur Teilnahme an der Krönung von Popp XVI in Wöllnitz.

### Palatia Straßburg

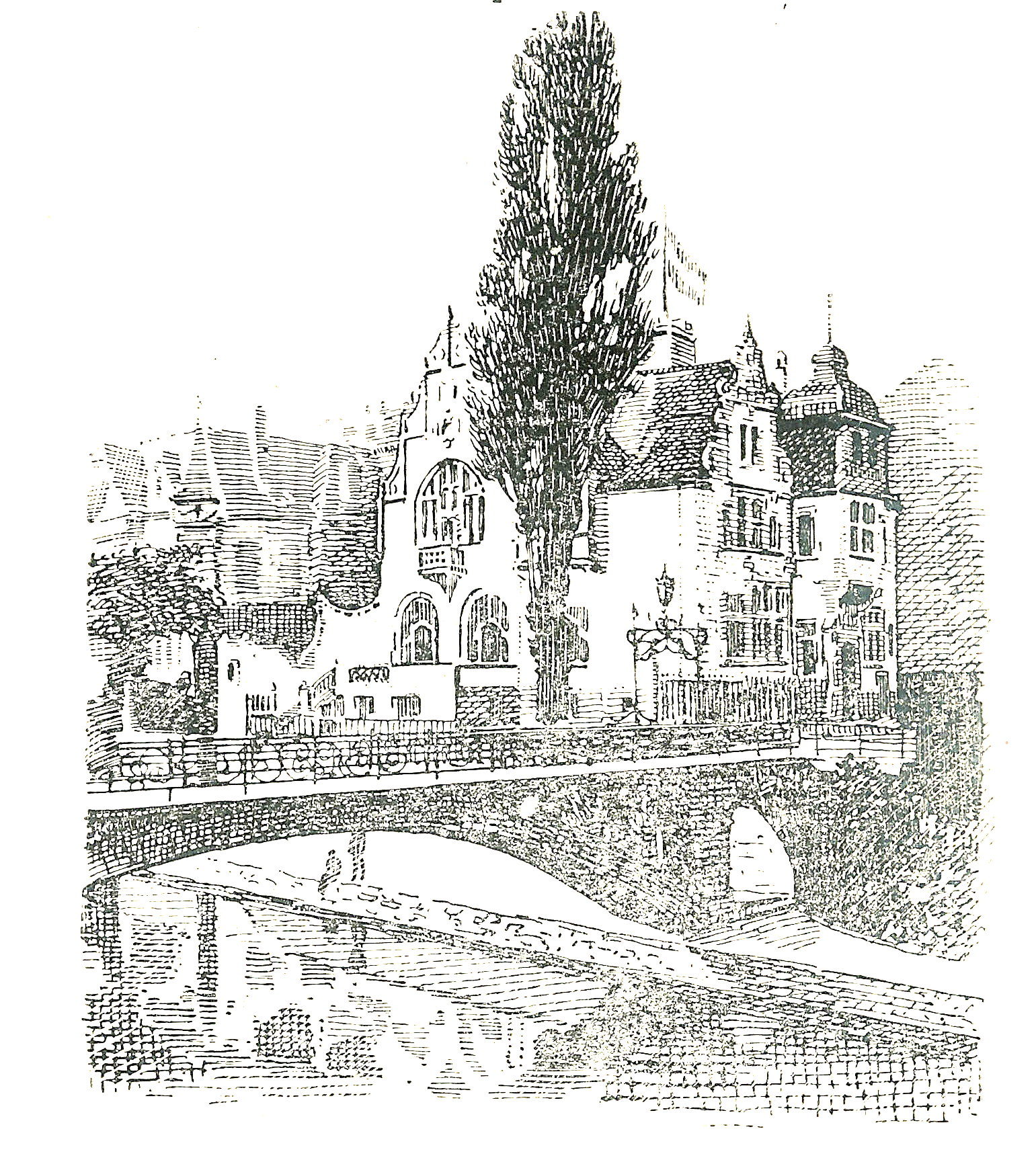
Früheres Haus der Palatia in Straßburg in der Zimmerhofstr. 6

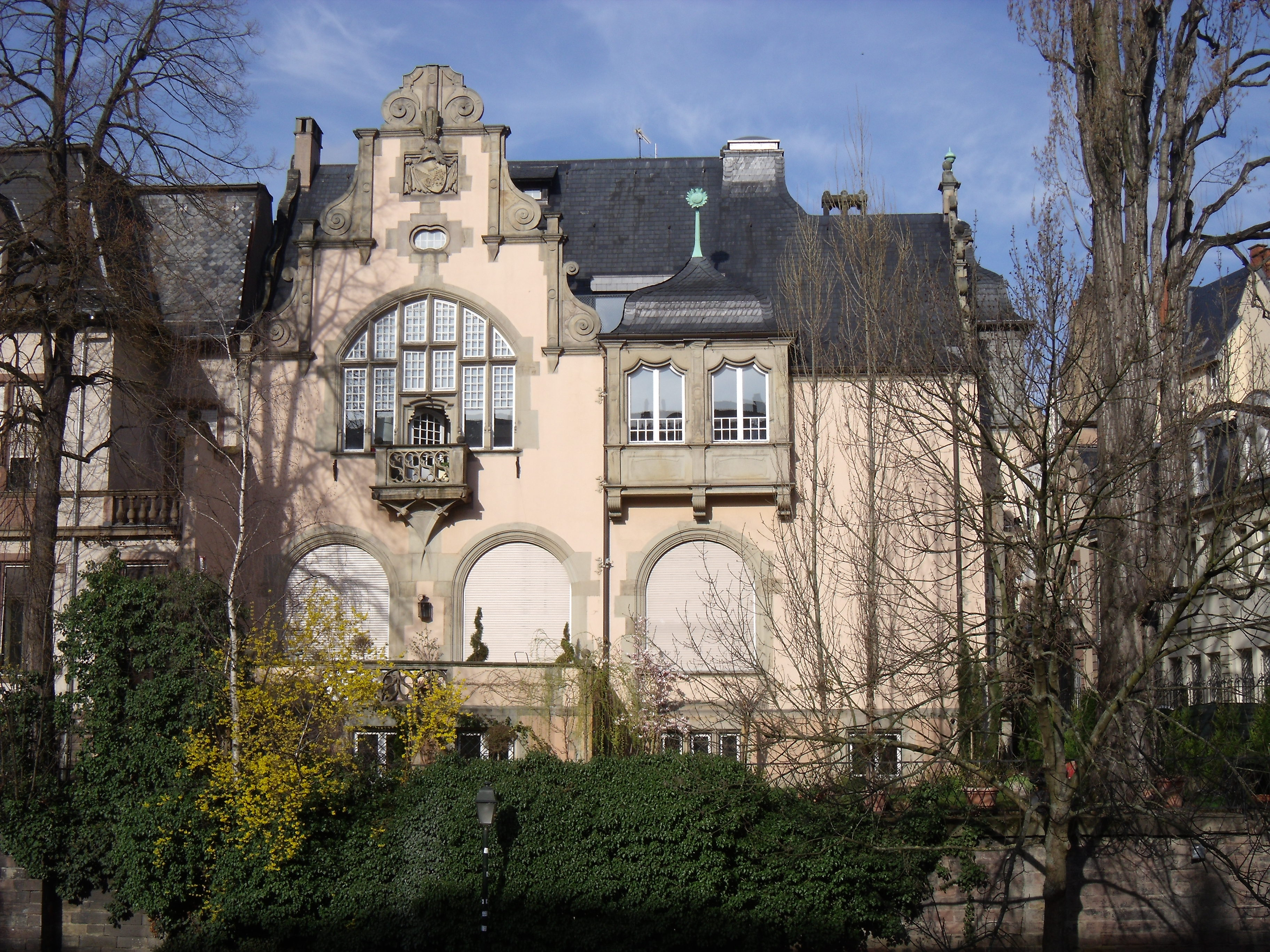
Das frühere Haus der Palatia in Straßburg, 2010

Am 10. Mai 1873 stifteten Gerhard von Stramberg (Rhenania Bonn), Ferdinand Timme (Isaria) und Claus v. Oertzen (Saxonia Göttingen) Palatia als zweites Corps an der Kaiser-Wilhelms-Universität. Vorausgegangen waren heftige Streitigkeiten zwischen Rhenania Bonn und Rhenania Straßburg, bei der v. Stramberg eigentlich aktiv werden wollte. PP-Suiten und Säbelcontrahagen standen kurz vor der Verabredung. Es bestand ein enger Kontakt zu den Sachsen-Preußen, auf deren studentische Fechtwaffen die ersten Mensuren gefochten wurden. Die ersten Freundschaftsverhältnisse wurden mit dem Corps Rhenania Freiburg (1880) und dem Corps Hannovera Göttingen (1883) vereinbart. Die hundertjährigen Kartellbeziehungen mit dem Corps Teutonia Marburg wurden am 8. Oktober 2005 auf dem Teutonenhaus gefeiert.
Ende der 1870er Jahre gewann Albano von Jacobi den Kronprinzen Wilhelm für einen Besuch des Corps. 1880 stellte Palatia mit Hans von Campe (Nassovia) den Würzburger oKC-Vorsitzenden. Als sie 1898 selbst präsidierendes Vorortcorps war, leitete Georg Gottfried von Jacobi den oKC auf der Rudelsburg. Der Straßburger Architekt Joseph Müller baute das Corpshaus in der Zimmerhoffstraße. Im Baustil der Neorenaissance entworfen, wurde es am 18. Juli 1903 eingeweiht. Der nunmehrige Kaiser Wilhelm II. gratulierte telegrafisch. Die 150 Alten Herren spendeten die Baukosten in Höhe von 120.000 Goldmark.
Im Ersten Weltkrieg fielen elf Pfälzer.
Nach dem Friedensvertrag von Versailles wie alle deutschen Studentenverbindungen aus Straßburg ausgewiesen, kam Palatia vorübergehend in Marburg unter. Sie durfte Teutonias Corpshaus benutzen und konnte dadurch einen kleinen Corpsbetrieb aufrechterhalten. Als sie nach Freiburg im Breisgau verlegte, war sie nicht willkommen. Hasso-Borussia rieb sich vor allem am Stürmer. Nach längerem Suchen wurde ein Grundstück in der Bismarckstraße (heute Stefan-Meier-Straße) gefunden. Der am 1. Juni 1924 gelegte Grundstein enthält die Constitution und Erinnerungsstücke aus Straßburg. Bei der Einweihung am 17. Januar 1925 sprach Gottfried von Jacobi. Bruno von Waldthausen, ein Onkel Paul von Waldthausens, hatte mit einer sehr hohen Spende die Finanzierung ermöglicht und die Planungen beraten. Ohne das fertige Haus gesehen zu haben, starb er als Ehrenmitglied im Juni 1926. Das in der Größe bescheidene Holzhaus beeindruckt durch seine Eleganz und Innenausstattung. Von der Stadt Freiburg wurde es unter Denkmalschutz gestellt.

## Verhältniscorps

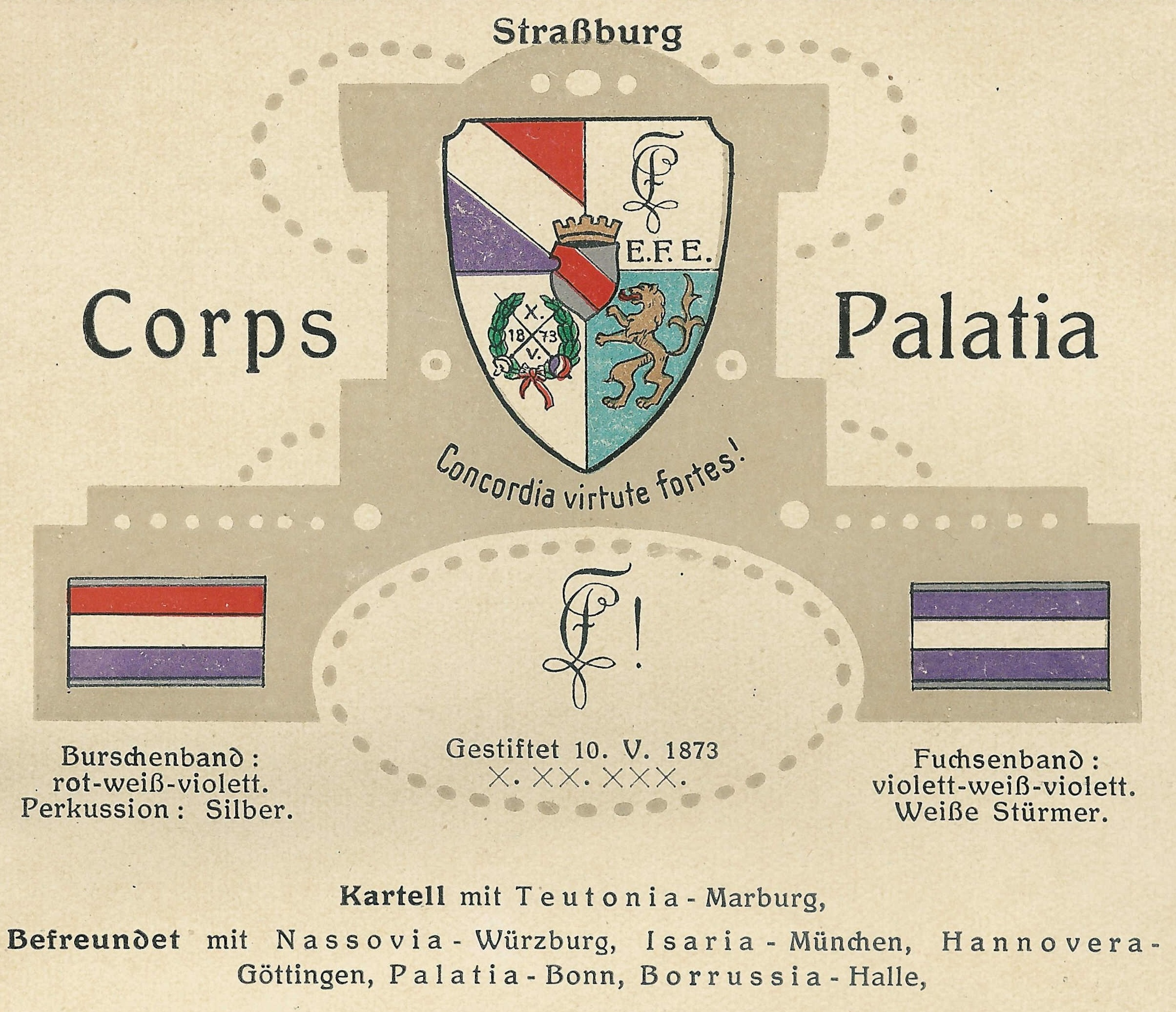
Palatias Verhältnisse (1912)

Kartelle
Hannovera Göttingen
Teutonia Marburg
Starkenburgia
Nassovia Würzburg
Palaiomarchia-Masovia Kiel
Masovia
Befreundete Corps
Lusatia Leipzig
Marchia Berlin
Borussia Halle
Palaiomarchia
Vorstellungsverhältnisse
Rhaetia
Traditionsverhältnisse
Straßburger Vorstellung: Rhenania, Suevia und Palaio-Alsatia
Jenaer Corps: Franconia, Saxonia und Thuringia

## Mitglieder

### Guestphalia Jena

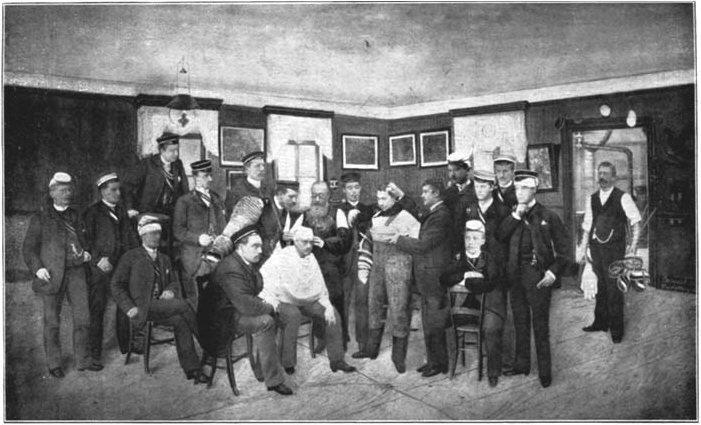
Paukarzt Immisch im Flickzimmer

- Hermann Amelung (1829–1899), Jurist und Manager
- Friedrich von Ammon (1791–1855), Professor der Theologie in Erlangen
- Hermann Ampach (1829–1903), Rittergutsbesitzer, MdR
- Georg Bald (1903–1944), Verwaltungsjurist und Ministerialbeamter, Hauptmann d. R.
- Ernst-August Behrens (1915–2000), Mathematiker
- Theodor Braband (1843–1887), Senator in Hamburg
- Hugo Brasch (1854–1937), Verwaltungsjurist und Richter
- Konrad von Brockdorff-Ahlefeldt (1823–1909), MdHH
- Otto Dehns (1876–1943), Ministerialbeamter in Mecklenburg, Kurator der Universität Rostock
- Hermann Dietrich (1856–1930), Politiker, MdHdA, MdR
- Erich Dietz von Bayer (1859–1937), Domänenpächter, Oberst, MdHdA
- Gustav von Eisenhart-Rothe (1855–1936), Landrat in Köslin
- Wilhelm Fabricius (1857–1942), Historiker und Begründer der Hochschulkunde
- Gustav Floerke (1846–1898), Schriftsteller und Kunsthistoriker
- Egon Friemann (1906–1967), Regierungspräsident in Osnabrück
- Felix Frommelt (1842–1886), Konsul in Sarajevo
- Hans-Joachim Funfack (1921–2006), Urologe und Chirurg
- Max Funfack (1895–1972), Urologe in Dresden
- Franz Gesenius (1822–1903), Direktor des Berliner Pfandbriefamtes, Stadtältester von Berlin
- Horst Gnekow (1916–1982), Dramaturg und Theaterintendant
- Fritz Haring (1907–1990), Tierzüchter und Hochschullehrer
- Georg von Heydebrand und der Lasa (1853–1901), Landrat in Breslau, Regierungspräsident in  Osnabrück
- Roderich Hustaedt (1878–1958), Staatsminister von Mecklenburg-Strelitz (1920–1928)
- Friedrich Immisch (1826–1892), Paukarzt
- Ernst von Kannewurff (1850–1907), Ehrenmitglied, Polizeipräsident in Königsberg i. Pr.
- Hans Kreutzberger (1891–1970), Landrat in Wittmund und Lebus, Ehrenkommendator des Johanniterordens
- Hans Küstermann (1873–1915), Rechtsanwalt und Notar
- Hugo von Leipziger (1822–1896), Staatsminister in Sachsen-Altenburg
- Emil von Metsch (1825–1866), Rittergutsbesitzer und Landtagsabgeordneter
- Hans-Robert Mezger (1904–1975), Richter am Bundesgerichtshof
- Joachim Graf von Pfeil und Klein Ellguth (1857–1924), Afrikaforscher
- Karl Pflaume (1817–1879), Schriftsteller, Stifter Guestphalias
- Warner Poelchau (1852–1922), Kaufmann und Politiker
- Johannes Poppitz (1911–1943), Staatsrechtler in Leipzig
- Max Porzig (1865–1910), Richter am Reichsgericht
- Reinhold Quaatz (1876–1953), Jurist und Politiker, Mitgründer der Berliner CDU
- Otto Ringleb (1875–1946), erster deutscher Lehrstuhlinhaber für Urologie
- Fritz Schellong (1891–1953), Internist, Hochschullehrer in Prag und Münster
- Georg Sieglitz (1854–1917), Kammersänger in München
- Georg Sporleder (1877–1959), Oberbürgermeister von Herne
- Werner von Strauch (1825–1898), deutscher Landforstmeister in Sachsen-Weimar-Eisenach
- Heinrich Süßenguth (1819–1871), Richter und Politiker in Thüringen
- Werner Uhink (1896–1973), Astronom
- Franz Weißermel (1862–1940), Verwaltungsjurist, MdHdA, Mitglied des Landtags des Freistaats Preußen
- Dietrich Wersche (1909–1998), Vorstandsvorsitzender der Osthannoverschen Eisenbahnen
- Leonhard Zander (1833–1890), Ehrenmitglied, Reformer des KSCV

### Palatia Straßburg
- Waldemar Abegg (1873–1961), Regierungspräsident des Regierungsbezirkes Schleswig
- Otto Biffé (1878–1917), Kreisdirektor in Erstein
- Karl Boden (1882–1939), Geologe und Paläontologe
- Joseph Borchmeyer (1898–1989), MdR
- Robert Bürgers (1877–1944), Bankier und Politiker
- Fritz von Christen (1872–1953), preußischer Landrat und Rittergutsbesitzer
- Georg von Helmolt (1876–1946), Rechtsanwalt und Parlamentarier in Hessen
- Ewald Hilger (1859–1934), 1896 Leiter der staatlichen Bergwerksbetriebe Oberschlesiens, 1900 Leiter der Bergwerksdirektion Saarbrücken, 1905 Generaldirektor der Vereinigten Königs- und Laurahütte in Siemianowitz; Mitglied des Reichswirtschaftsrats sowie zahlreicher Fachverbände und Aufsichtsräte
- Werner G. Hoffmann (1907–1988), Verlagsvorstand der Frankfurter Allgemeinen Zeitung
- Albano von Jacobi (1854–1919), 1879 Adjutant des Prinzen Wilhelm von Preußen (des späteren Kaisers Wilhelm II.), 1895 Militärattaché an der deutschen Botschaft in Rom, 1905 Militärbevollmächtigter des Reiches am Hof des russischen Zaren in Sankt Petersburg, General der Infanterie
- Georg Gottfried von Jacobi (1869–1947), Vorsitzender des oKC 1898
- Kurt Jerschke (1872–1948), Kreisdirektor in Hagenau, Landrat des Landkreises Glogau, Vizepräsident der Regierung und des Oberpräsidiums in Kassel, Vorsteher des Niedersächsischen Sparkassen- und Giroverbands
- Josef Kapfhammer (1888–1968), Ernährungsphysiologe in Freiburg
- Hermann Kehl (1886–1967), Chirurg
- August Klasing (1881–1958), Verlagsbuchhändler
- Albert Kreuzberg (1871–1916), Landrat in Schleiden
- H (1871–1932), Verleger, Geograph und Forschungsreisender
- Maximilian von Negelein (1852–1911), Landrat in Hessen, MdHdA
- Alexander Neubert (1862–nach 1939), Verwaltungsjurist
- Fritz Noetling (1857–1928), Paläontologe
- Emil von Oppenheim (1862–1956), Privatbankier
- Max von Oppenheim (1860–1946), Archäologe, Orientwissenschaftler, Abenteurer, Entdecker und Ausgräber von Tell Halaf; Begründer bedeutender Sammlungen auf der Berliner Museumsinsel
- Ferdinand Pachten (1861–1944), Rechtsanwalt und Notar, Aufsichtsratsmitglied der Collet & Engelhard Werkzeugmaschinenfabrik AG, Vorsitzender des Vorstandes des Carolinums der Goethe-Universität Frankfurt
- Erich Rabbethge (1870–1934), Zuckerindustrieller
- Oskar Rabbethge (1880–1965), Zuckerindustrieller
- Otto Rabbethge (1874–1935), Landwirt und Zuckerfabrikbesitzer
- Richard Remy (1859–1919), Bergwerksdirektor in Schlesien, MdHH
- Max von Sandt (1861–1918), Regierungspräsident in Aachen
- Wolf Schoedel (1905–1973), Physiologe
- Hermann Sieveking (1875–1914), Physiker und Ballonfahrer in Karlsruhe
- Paul Sümmermann (1862–1913), Landwirt, MdHdA
- Wilhelm Weinmann (um 1853–1918), Kreisdirektor in Saargemünd
- Franz Weißermel (1862–1940), Verwaltungsjurist, MdHdA, Mitglied des Landtags des Freistaats Preußen

### Palatia-Guestphalia
- Klaus Bald (1936–2018), Diplomat
- Carl-Eugen Eberle (* 1946), Medienrechtler
- Volker Enß (* 1942), Physiker
- Tamme Goecke (* 1966), Pränatalmediziner
- Helmut Greim (* 1935), Toxikologe
- Jörg Haasters (* 1940), Orthopäde, Oberstarzt d. R.
- Ekkehard Kohlhaas (1944–2017), Bundesanwalt beim Bundesgerichtshof
- Dirk Pollert (* 1968), Hauptgeschäftsführer Hessenmetall
- Hans Jürgen Refior (1938–2024), Emeritus für Orthopädie
- Andreas Wagner (* 1968), ehemaliger Oberbürgermeister von Wilhelmshaven